# Pagny-la-Blanche-Côte
Pagny-la-Blanche-Côte és un municipi francès situat al departament del Mosa i a la regió del Gran Est. L'any 2007 tenia 247 habitants.

## Demografia

### Població
El 2007 la població de fet de Pagny-la-Blanche-Côte era de 247 persones. Hi havia 92 famílies, de les quals 20 eren unipersonals (20 dones vivint soles i 20 dones vivint soles), 32 parelles sense fills, 36 parelles amb fills i 4 famílies monoparentals amb fills.
La població ha evolucionat segons el següent gràfic:
Habitants censats

### Habitatges
El 2007 hi havia 137 habitatges, 95 eren l'habitatge principal de la família, 23 eren segones residències i 20 estaven desocupats. 132 eren cases i 3 eren apartaments. Dels 95 habitatges principals, 87 estaven ocupats pels seus propietaris i 8 estaven llogats i ocupats pels llogaters; 1 tenia una cambra, 10 en tenien tres, 22 en tenien quatre i 62 en tenien cinc o més. 63 habitatges disposaven pel capbaix d'una plaça de pàrquing. A 36 habitatges hi havia un automòbil i a 41 n'hi havia dos o més.

### Piràmide de població
La piràmide de població per edats i sexe el 2009 era:
| Homes | Edats   | Dones |
| ----- | ------- | ----- |
| 0     | 95 o +  | 0     |
| 0     | 90 a 94 | 0     |
| 0     | 85 a 89 | 4     |
| 4     | 80 a 84 | 4     |
| 4     | 75 a 79 | 4     |
| 4     | 70 a 74 | 4     |
| 16    | 65 a 69 | 20    |
| 4     | 60 a 64 | 8     |
| 4     | 55 a 59 | 0     |
| 0     | 50 a 54 | 0     |
| 8     | 45 a 49 | 4     |
| 16    | 40 a 44 | 20    |
| 12    | 35 a 39 | 4     |
| 4     | 30 a 34 | 4     |
| 0     | 25 a 29 | 4     |
| 4     | 20 a 24 | 4     |
| 32    | 15 a 19 | 12    |
| 8     | 10 a 14 | 12    |
| 8     | 5 a 9   | 8     |
| 0     | 0 a 4   | 0     |

## Economia
El 2007 la població en edat de treballar era de 144 persones, 104 eren actives i 40 eren inactives. De les 104 persones actives 90 estaven ocupades (59 homes i 31 dones) i 14 estaven aturades (6 homes i 8 dones). De les 40 persones inactives 9 estaven jubilades, 14 estaven estudiant i 17 estaven classificades com a «altres inactius».

### Ingressos
El 2009 a Pagny-la-Blanche-Côte hi havia 106 unitats fiscals que integraven 265,5 persones, la mediana anual d'ingressos fiscals per persona era de 14.551 €.

### Activitats econòmiques
Dels 6 establiments que hi havia el 2007, 1 era d'una empresa de fabricació de material elèctric, 2 d'empreses de construcció, 1 d'una empresa de comerç i reparació d'automòbils, 1 d'una empresa d'hostatgeria i restauració i 1 d'una empresa immobiliària.
Dels 3 establiments de servei als particulars que hi havia el 2009, 1 era un guixaire pintor, 1 lampisteria i 1 restaurant.
L'únic establiment comercial que hi havia el 2009 era una fleca.
L'any 2000 a Pagny-la-Blanche-Côte hi havia 5 explotacions agrícoles que ocupaven un total de 870 hectàrees.

## Poblacions més properes
El següent diagrama mostra les poblacions més properes.